# Ши Шэнь
Ши Шэнь (кит. упр. 石申, пиньинь Shí Shēn), Ши Шэнь-фу (кит. упр. 石申夫石, пиньинь Shí Shēnfū) — древнекитайский астроном и астролог.
Жил в IV в. до н. э. Автор нескольких сочинений по астрономии, в том числе, возможно, одного из древнейших каталогов звёздного неба, что включал положение 121 звезды (всего указание 809 звёзд). Высказывал предположения о связи солнечных затмений с Луной. Ши Шэнь наряду с Гань Дэ (Гань-гуном) считаются крупнейшими астрономами того времени. Его именем назван кратер на Луне.

## Свидетельства о жизни и учении
- «В древности искусными в небесных подсчетах были: Чун и Ли до правления Гао-синя, Си и Хэ при Тане и Юе, Кунь-у во владении Ю-ся, У-сянь при династии Инь-Шан, Ши И и Чан Хун в доме Чжоу, Цзы-вэй в княжестве Сун, Би-цзао в княжестве Чжэн, Гань-гун в княжестве Ци, Тан Мэй в княжестве Чу, Инь Гао в княжестве Чжао и Ши Шэнь в княжестве Вэй». Ши цзи. Глава 27.

- « В недавнем прошлом двенадцать домов владетельных князей чжухоу в семи княжествах поочередно правили, заявляя, что они следуют по стопам союзов цзун [с севера на юг] и хэ [с запада на восток], а [Инь] Гао, Тан [Мэй], Гань [-гун], Ши [Шэнь] в соответствии с событиями своего времени записывали и толковали, но данные их гаданий перепутаны, в них смешано мелкое и крупное». Ши цзи. Глава 27.

- «Со времен Хань среди тех, кто был искусен в небесных подсчетах [ известны] : Тан Ду — по звёздам, Ван Шо — по пара́м и туманам, Вэй Сянь — по гаданиям об урожае. В законах движения пяти планет, выведенных Гань[-гуном] и Ши [Шэнем], считалось, что только планета Ин-хо (Марс) имела попятное движение, но [мы знаем, что] обратные движения и остановки [присущи и другим планетам]. Эти обратные движения планет и частичные и полные покрытия планет Солнцем и Луной — все служило для гаданий». Ши цзи. Глава 27.